# Marie-Reine-du-Monde de Montréal

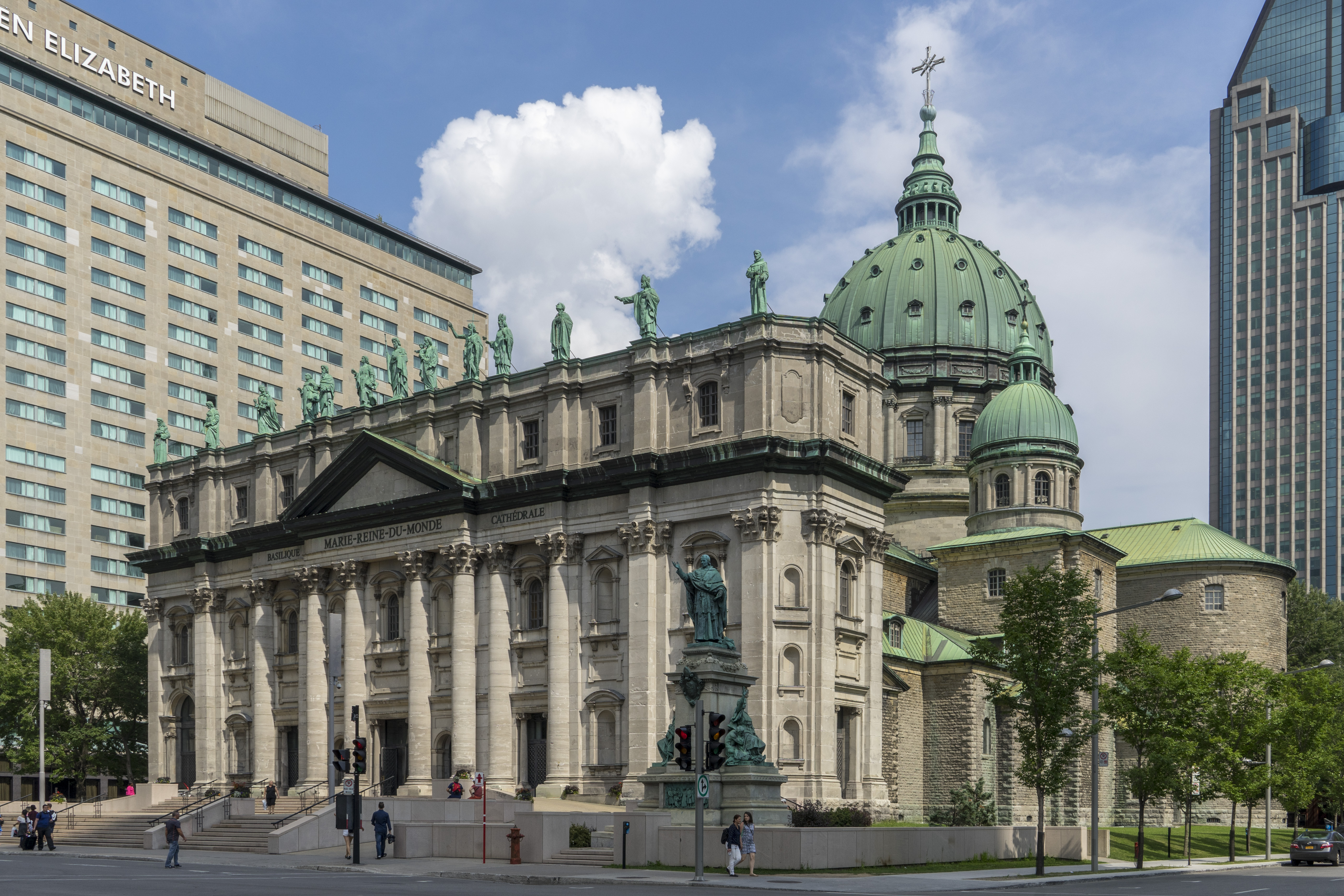
Marie-Reine-du-Monde de Montréal

Marie-Reine-du-Monde de Montréal („Maria Königin der Welt von Montreal“) ist eine römisch-katholische Basilika in der kanadischen Stadt Montreal sowie die Kathedrale des Erzbistums Montreal. Sie befindet sich am Boulevard René-Lévesque, zwischen der Place du Canada und dem Hauptbahnhof sowie in der Nähe des Square Dorchester. Das Gebäude wurde in den Jahren 1875 bis 1894 im Stil der Neorenaissance erbaut und ist eine verkleinerte Nachbildung des Petersdoms. Seit 1999 ist es ein National Historic Site.

## Geschichte

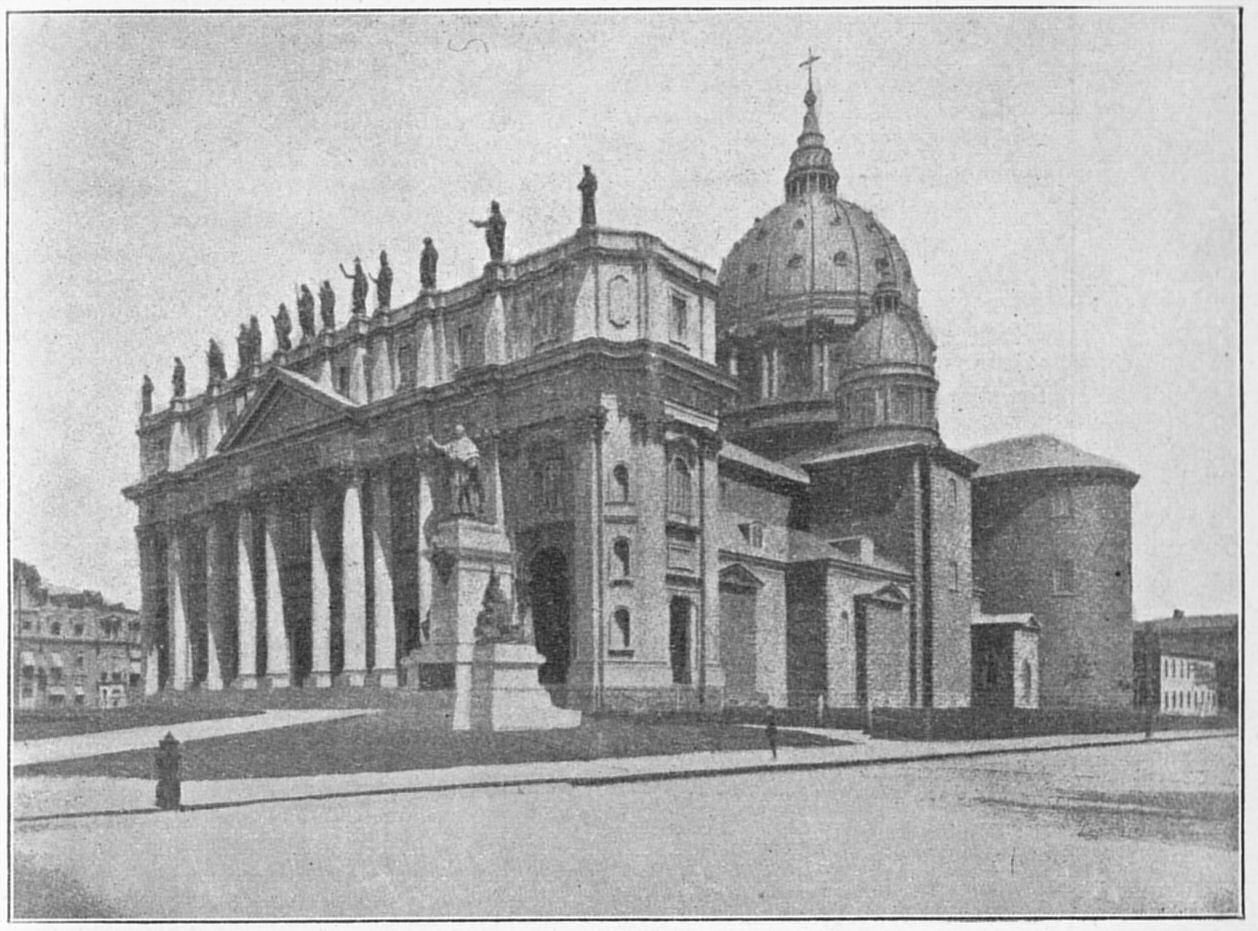
Marie-Reine-du-Monde de Montréal um 1905

Am 8. Juli 1852 wurde die Kathedrale Saint-Jacques de Montréal durch einen Großbrand zerstört, zusammen mit 1200 weiteren Gebäuden. Bischof Ignace Bourget gab daraufhin die Planung eines Neubaus in Auftrag. Er wünschte explizit eine Nachbildung des Petersdoms in Rom. Die neue Kathedrale sollte einerseits die wachsende Bedeutung des Ultramontanismus in Québec unterstreichen, andererseits sowohl den Sulpizianerorden als auch die Anglikanische Kirche herausfordern, die für ihre Kirchenbauten den neogotischen Baustil bevorzugten. Kontrovers war auch der vorgesehene Bauplatz im damals überwiegend englischsprachigen westlichen Teil der Innenstadt, in einiger Entfernung von den Wohnvierteln der Frankokanadier.
1857 reiste der Architekt Victor Bourgeau im Auftrag des Bischofs nach Rom, um den Petersdom zu inspizieren. Bourgeau lehnte das Projekt schließlich ab, da seiner Meinung nach der Petersdom nicht nachgebaut werden könne und die harten Winter die Bauarbeiten behindern würden. Bischof Bourget unternahm 1868 einen weiteren Anlauf und entsandte den Kaplan Joseph Michaud, um Pläne und ein Modell anzufertigen. Michauds Mission war geheim, da Rom damals von Truppen des italienischen Königs Viktor Emanuel II. bedroht wurde.
Die Arbeiten begannen 1870 unter der Leitung von Victor Bourgeau, mussten aber von 1878 bis 1885 aus finanziellen Gründen unterbrochen werden. Bourgeau starb 1888, woraufhin Michaud die Bauleitung übernahm. Schließlich konnte die Kathedrale am 25. März 1894 geweiht werden. Kirchenpatron war zunächst, wie bei der abgebrannten Kathedrale, der heilige Jakobus der Ältere. Die Ausführung der Statuen zog sich bis zum Jahr 1900 hin. Papst Benedikt XV. verlieh 1919 der Kathedrale den Status einer Basilica minor. Auf Anregung von Kardinal Paul-Émile Léger gab Papst Pius XII. der Kathedrale den neuen Namen Marie-Reine-du-Monde.

## Bauwerk

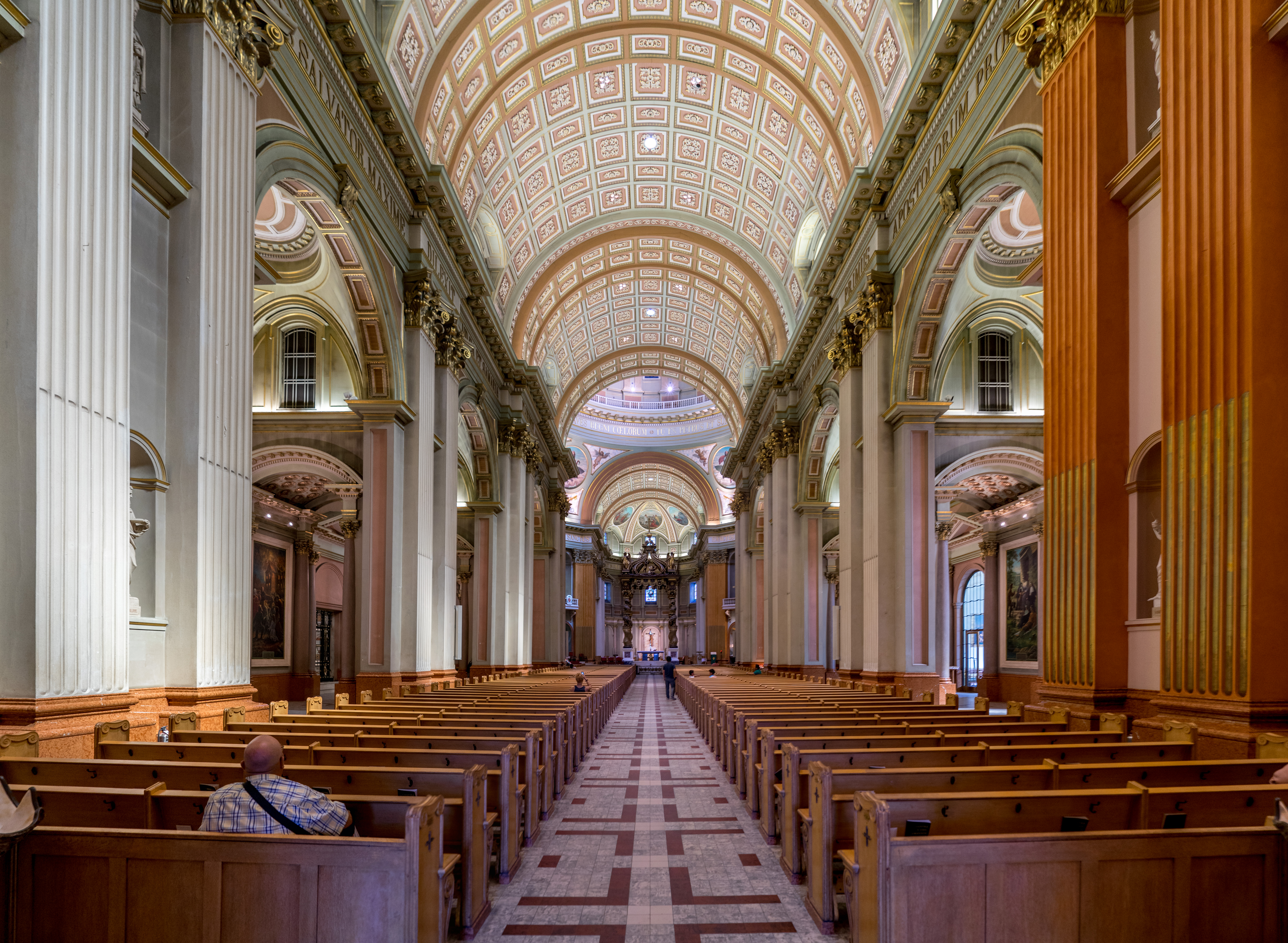
Der Innenraum

Die Kathedrale ist 101,5 Meter lang, 45,7 Meter breit und 76,8 Meter hoch; der Durchmesser der Kuppel beträgt 22,9 Meter. Damit ist Marie-Reine-du-Monde etwas mehr als halb so groß wie der Petersdom. Die Fassaden bestehen aus unverputztem oder bossiertem grauen Kalkstein, die Fensterrahmen aus höherwertigem Werkstein. Die mit Kupfer verkleidete Kuppel ruht auf einem hölzernen Tragwerk. 13 Statuen des Bildhauers Joseph-Olindo Gratton krönen die Fassade und stellen verschiedene Heilige dar.
Mit Medaillons ist die Innenseite der Kuppel verziert. Sie stellen die vier Evangelisten und ihre Symbole dar; hinzu kommen die Wappen der Erzbischöfe Ignace Bourget und Édouard-Charles Fabre sowie von Papst Leo XIII. Unterhalb der Kuppel spannt sich ein Baldachin über den Hochaltar. Dabei handelt es sich um eine Nachbildung eines Werks von Gian Lorenzo Bernini. Ziertafeln schmücken die Wände des Längsschiffs und des Querschiffs. Motive sind die erste Messe in Montreal und heroische Ereignisse während der Bekehrung der Ureinwohner. Die Kapelle verfügt über vier kleinere Kapellen. In der Totenkapelle liegen alle Bischöfe und Erzbischöfe von Montreal begraben. Rechts vor dem Haupteingang der Kathedrale steht eine bronzene Statue, die Erzbischof Ignace Bourget darstellt. Das Werk des Bildhauers Louis-Philippe Hébert wurde im Jahr 1903 enthüllt.

## Orgel

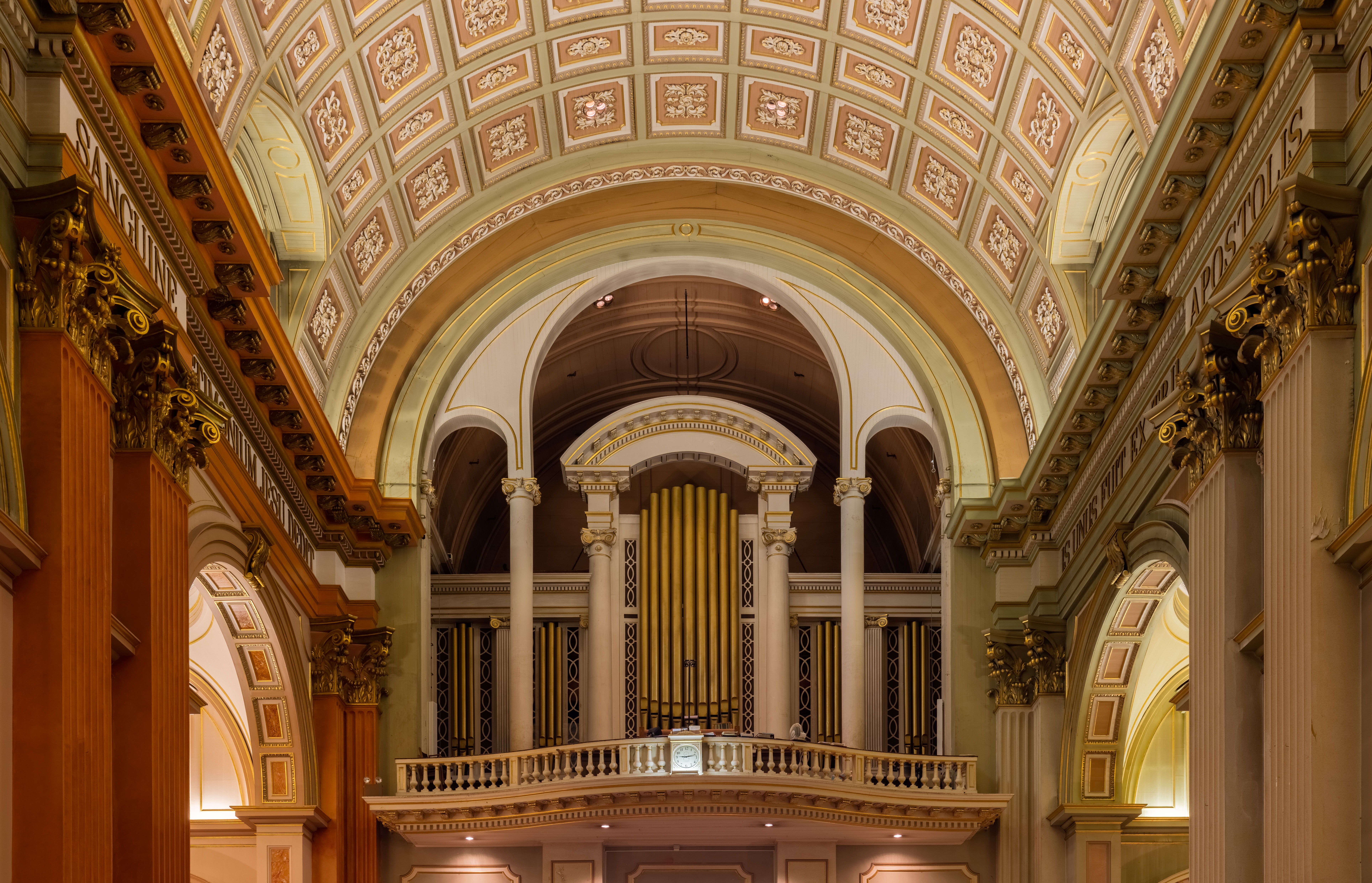
Orgelprospekt

Die Orgel geht auf ein Instrument zurück, das im Jahre 1893 von der Orgelbaufirma Casavant Frères Ltée erbaut wurde. Das Instrument hatte 50 Register auf drei Manualwerken und Pedal. 1951 wurde die Orgel durch die Erbauerfirma neu errichtet und auf 76 Register erweitert. 1996 wurde das Instrument durch den Orgelbauer Guilbault-Thérien (St-Hyacinthe) restauriert. Es hat heute 93 Register auf vier Manualwerken und Pedal.
| I Positif C–c4 |        |
| Quintaton      | 16′    |
| Diapason       | 8′     |
| Salicional     | 8′     |
| Cor de nuit    | 8′     |
| Dulciane       | 8′     |
| Unda Maris     | 8′     |
| Prestant       | 4′     |
| Flûte bouchée  | 4′     |
| Nazard         | 2 ⁄3′  |
| Doublette      | 2′     |
| Tierce         | 1 3⁄5′ |
| Larigot        | 1 ⁄3′  |
| Carillon III   |        |
| Plein Jeu V    |        |
| Basson         | 16′    |
| Cromorne       | 8′     |
| Tremblant      |        |

| II Grand Orgue C–c4     |       |
| Bourdon                 | 32′   |
| Montre                  | 16′   |
| Bourdon                 | 16′   |
| Montre                  | 8′    |
| Gambe                   | 8′    |
| Flûte harmonique        | 8′    |
| Bourdon                 | 8′    |
| Prestant                | 4′    |
| Flûte ouverte           | 4′    |
| Quinte                  | 2 ⁄3′ |
| Doublette               | 2′    |
| Cornet V                |       |
| Grande fourniture III–V |       |
| Fourniture IV–V         |       |
| Cymbale IV              |       |
| Bombarde                | 16′   |
| 1ère Trompette          | 8′    |
| 2ième Trompette         | 8′    |
| Clairon                 | 4′    |

| III Récit expressif C–c4 |     |
| Contre Gambe             | 16′ |
| Principal                | 8′  |
| Bourdon                  | 8′  |
| Flûte harmonique         | 8′  |
| Viole de gambe           | 8′  |
| Voix céleste             | 8′  |
| Octave                   | 4′  |
| Flûte octaviante         | 4′  |
| Octavin                  | 2′  |
| Cornet V                 |     |
| Plein Jeu IV–VI          |     |
| Sesquialtera II          |     |
| Trompette                | 16′ |
| Trompette                | 8′  |
| Hautbois                 | 8′  |
| Voix humaine             | 8′  |
| Cor anglais              | 8′  |
| Clairon                  | 4′  |
| Tremblant                |     |

| IV Grand Choeur expressif C–c4 |        |
| Bourdon                        | 16′    |
| Principal                      | 8′     |
| Violoncelle                    | 8′     |
| Flûte traversière              | 8′     |
| Fugara                         | 4′     |
| Grande tierce                  | 3 1⁄5′ |
| Nazard                         | 2 ⁄3′  |
| Quarte                         | 2′     |
| Tierce                         | 1 3⁄5′ |
| Progression harmonique II–V    |        |
| Bombarde                       | 16′    |
| Trompette harmonique           | 8′     |
| Clarinette                     | 8′     |
| Clairon harmonique             | 4′     |
| Tremblant                      |        |

| IV Solo C–c4         |     |
| Cornet (aus G.O.) V  |     |
| Bombarde (aus G.O.)  | 16′ |
| Trompette en chamade | 8′  |
| Clairon (aus G.O.)   | 4′  |

| Pedale C–g1                |         |
| Flûte acoustique           | 32′     |
| Soubasse                   | 32′     |
| Montre                     | 16′     |
| Violon                     | 16′     |
| Flûte                      | 16′     |
| Bourdon                    | 16′     |
| Quinte                     | 10 2⁄3′ |
| Montre                     | 8′      |
| Violoncelle                | 8′      |
| Flûte                      | 8′      |
| Bourdon                    | 8′      |
| Prestant                   | 4′      |
| Flûte                      | 4′      |
| Cor de nuit                | 2′      |
| Mixture IV                 |         |
| Contre Bombarde            | 32′     |
| Bombarde                   | 16′     |
| Bombarde (aus G.O.)        | 16′     |
| Trompette (Récit)          | 16′     |
| 1ère Trompette             | 8′      |
| 2ième Trompette (aus G.O.) | 8′      |
| Clairon                    | 4′      |